# Děčínský oltář
Děčínský oltář - Kříž v horách (německy Tetschen Altar - Das Kreuz im Gebirge), podle motivu zvaný také Kříž v horách (Das Kreuz im Gebirge) je obraz od Caspara Davida Friedricha vytvořený v letech 1807/1808.

## Popis
Jedná se o olej na plátně formátu 115.0 cm × 110,5 cm se zaoblenou horní částí. Svůj název "děčínský" dostal podle místa vzniku. V současné době se nachází v Galerii nových mistrů Státní umělecké sbírky v Drážďanech.
Rám o rozměrech 173 cm × 176,6 cm stojící na 10cm základně vyřezal sochař Christian Gottlieb Kühn. Obraz je jedním z malířových manifestů  a je považován za ikonu romantického umění.

## Historie

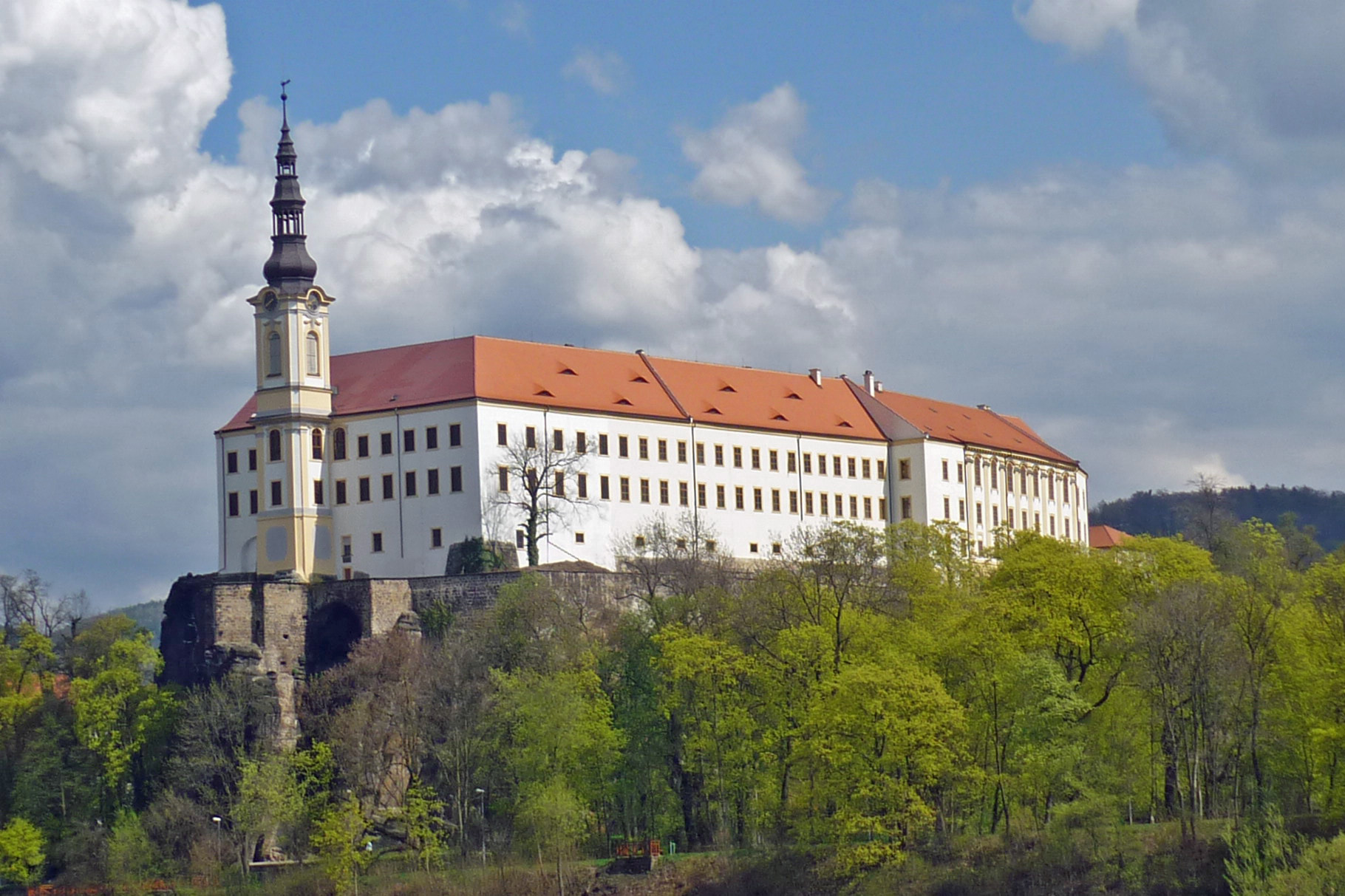
Zámek v Děčíně

Okolnosti zakázky na oltář zůstávají dodnes nejasné. Až do konce 70. let 20. století se na základě příběhu o původu popsaného Otto Augustem Rühle von Lilienstern v roce 1809 předpokládalo, že hrabě Thun-Hohenstein objednal oltář pro dosud nevybavenou kapli svého zámku v Děčíně. Z korespondence hraběnky Thun-Hohensteinové nalezené v roce 1977 však vyplývá, že v době, kdy malíř dostal nabídku na jeho koupi, byl obraz Kříž v horách již hotový.
Jiná verze říká, že oltář byl určen pro švédského krále Gustava Adolfa IV., který vládl švédskému Pomořansku a tedy i Greifswaldu, rodišti malíře C. D. Fridricha. To souviselo s politickou interpretací obrazu s protinapoleonskou tendencí. Oltář by tak nebyl v kapli děčínského zámku, nýbrž byl umístěn v ložnici hraběnky Thun-Hohensteinové vedle kopie Raphaelovy Drážďanské Sixtinské madony. 
V roce 1808 získal kříž v horách od Fridricha hrabě František Antonín z Thun-Hohensteinu pro svou manželku Terezii Marii, rozenou hraběnku Brühlovou. Hans Posse koupil oltář v roce 1921 pro drážďanskou obrazárnu z děčínského majetku hraběte Františka z Thun-Hohensteinu a dnes je uložena v Galerii nových mistrů státní sbírky umění v Drážďanech.

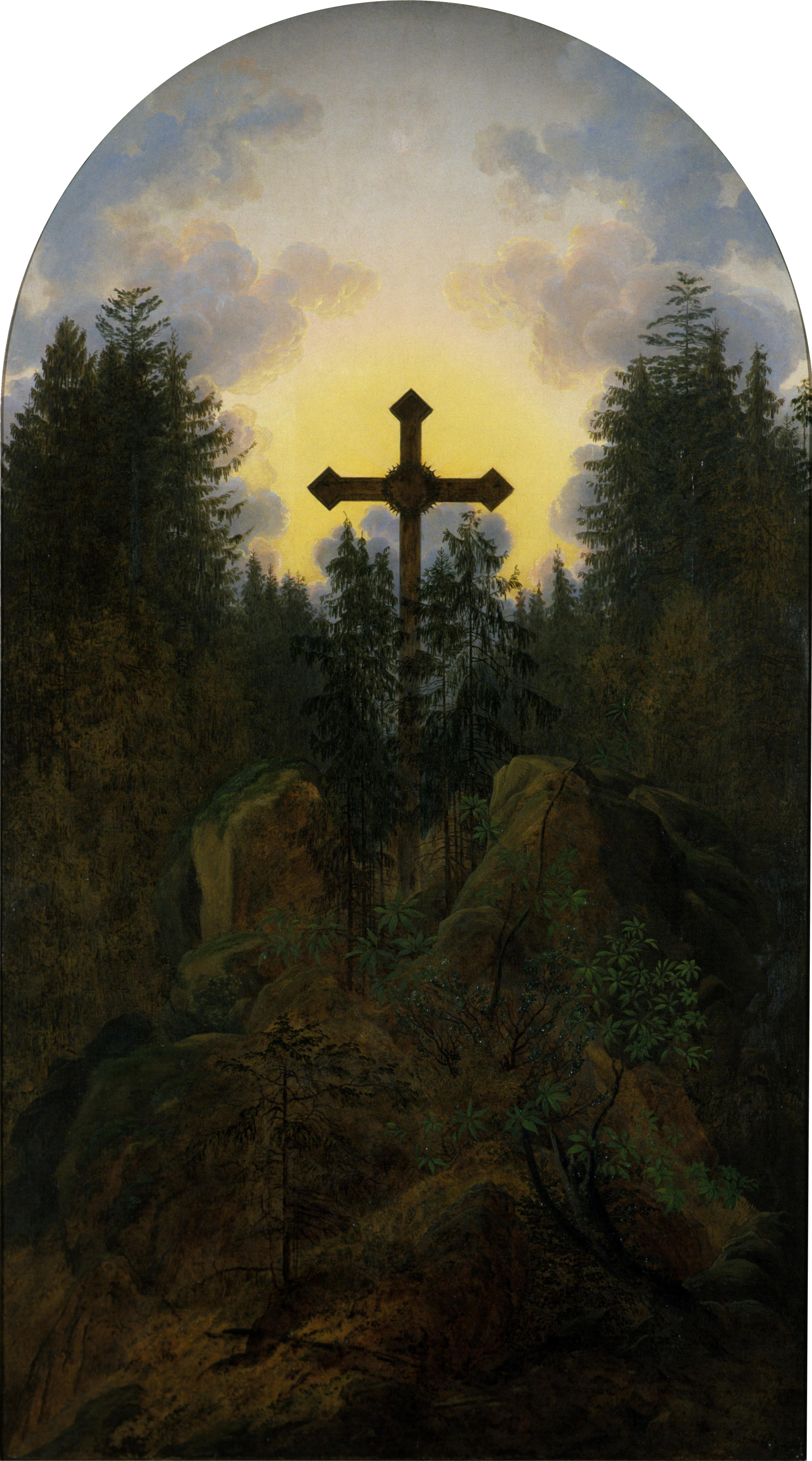
Caspar David Friedrich: Kříž v horách (hrad Friedenstein), 1823

Nacionálně socialistická propaganda použila příběh Děčínského oltáře v deníku Die Zeit ke srovnání s politickou situací v Sudetech v článku Kříž v horách.
Historickým pozadím článku je začlenění sudetských oblastí do Německé říše v roce 1938. Pro národní politiku byli umělci vyzváni, aby vizualizovali symboly ideologie krve a půdy.